# Micropanchax camerunensis
Micropanchax camerunensis är en fiskart som först beskrevs av Radda, 1971.  Micropanchax camerunensis ingår i släktet Micropanchax och familjen Poeciliidae. IUCN kategoriserar arten globalt som livskraftig. Inga underarter finns listade i Catalogue of Life.